# Shem Tov Falaquera
Shem-Tov ben Joseph ibn Falaquera (שם טוב בן יוסף אבן פלקירה, ou Palquera ; né en 1225 et décédé en 1290) est un poète et philosophe né dans le Nord de l'Espagne où il a constitué l'essentiel de son œuvre tout en voyageant en Provence où il s'est initié à la philosophie. On connaît peu de chose de sa vie, il aurait vécu en solitaire en se consacrant à l'étude. Il est avant tout connu comme un traducteur prolifique, notamment du Mekor Hayim de Salomon ibn Gabirol de l'Arabe vers l'Hébreu, mais il a également traité de philosophie, d'éthique et de psychologie.

## Son œuvre
Son œuvre la mieux connue est le « Moreh ha Moreh » qui est un commentaire du « Guide des égarés » de Maïmonide, qui se veut plus fidèle à l'original arabe qu'à la traduction d'Ibn Tibbon, et où il cite de nombreuses sources arabes, notamment Averroès. Il a également écrit « Iggeret ha-Vikou'ah » (Épître de la controverse), qui reproduit un dialogue entre un théologien philosophe et un pieux vulgaire, d'abord opposé à l'intérêt de la philosophie à la connaissance du divin. Au fil de la controverse, le théologien va peu à peu convaincre le vulgaire tout en initiant le lecteur à l'intérêt qu'a l'étude philosophique pour servir la théologie. Il y défend l'avis du philosophe. Il ne se rattache pas vraiment à un courant de pensée : dans son « Sefer haNefesh » (Livre de l'âme), il est proche d'Avicenne, alors que dans ouvrage encyclopédique « De'ot haFilosofim » (Opinions des Philosophes), il s'inspire d'Averroès.